# Павлий, Татьяна Юрьевна
Татьяна Юрьевна Павлий (род. 18 мая 1978), в девичестве Мишакова — российская легкоатлетка, специалистка по барьерному бегу. Выступала за сборную России по лёгкой атлетике в 2000-х годах, чемпионка Европы среди юниорок, обладательница серебряной медали Универсиады, многократная победительница и призёрка первенств национального значения, участница чемпионата мира в Осаке. Представляла Ставропольский край и Московскую область.

## Биография
Татьяна Мишакова родилась 18 мая 1978 года.
Занималась лёгкой атлетикой в Ставрополе. Тренеры — С. Н. Павлий, В. М. Маслаков, Н. М. Жуликов.
Впервые заявила о себе на международном уровне в сезоне 1997 года, когда вошла в состав российской национальной сборной и выступила на юниорском европейском первенстве в Любляне, где в беге на 100 метров с барьерами превзошла всех соперниц и завоевала золотую медаль.
В 2002 году уже под фамилией Павлий с командой Ставропольского края одержала победу в эстафете 4 × 100 метров на чемпионате России в Чебоксарах.
В 2005 году выиграла серебряную медаль в беге на 60 метров с барьерами на зимнем чемпионате России в Волгограде, взяла бронзу в беге на 100 метров с барьерами на летнем чемпионате России в Туле. Будучи студенткой, представляла страну на Всемирной Универсиаде в Измире — в финале 100-метрового барьерного бега показала результат 13,01 и получила серебро.
В 2006 году в беге на 60 метров с барьерами была второй на зимнем чемпионате России в Москве, дошла до стадии полуфиналов на домашнем чемпионате мира в помещении в Москве. В беге на 100 метров с барьерами стала бронзовой призёркой на летнем чемпионате России в Туле, дошла до полуфинала на чемпионате Европы в Гётеборге.
В 2007 году в 60-метровом барьерном беге выиграла бронзовую медаль на зимнем чемпионате России в Волгограде, стартовала на чемпионате Европы в помещении в Бирмингеме, где остановилась в полуфинале. В 100-метровом барьерном беге с личным рекордом 12,90 победила на летнем чемпионате России в Туле, выступила на чемпионате мира в Осаке — с результатом 12,99 не прошла дальше предварительного квалификационного этапа.
Завершила спортивную карьеру по окончании сезона 2009 года.